# Pedro Gil Gómez
Pedro Gil Gómez (Esplugas de Llobregat, Barcelona, 26 de abril de 1980), también conocido como Pedrito Gil, es un jugador español de hockey patines que pertenece a la plantilla del Hockey Club Forte dei Marmi.
Es un jugador que destaca por su gran velocidad, su agilidad y su capacidad goleadora. Su fortaleza y carácter competitivo junto a sus cualidades técnicas, le hacen ser considerado el mejor jugador del mundo de su especialidad.

## Trayectoria
Inició su carrera en el equipo de su ciudad natal, el Noia Freixenet con el que jugó desde sus categorías inferiores, en 1998 jugó una temporada en el CP Tenerife y retornó de nuevo una campaña al club del Alto Panadés. En 2000 se fue a jugar a Portugal, primero con el Infante de Sagres durante 2 temporadas y en 2002 con el FC Porto 5 temporadas donde se consagró como uno de los mejores delanteros de Europa. En 2007 vuelve a España para jugar con el Reus Deportiu y alzarse con la Copa de Europa 2008/09. En su vuelta a la liga portuguesa de nuevo al FC Porto, logró dos Ligas en las temporadas 2009/10 y 2010/11. En la temporada 2012/13 debutó en Italia con el Hockey Valdagno y en la 2013/14 con el HC Forte dei Marmi. Tras tres años en Italia en la temporada 2016/17 vuelve a Portugal para fichar por el Sporting CP. En julio de 2021 regresa a las filas del HC Forte dei Marmi

### Selección nacional
Está considerado la bandera y el jugador más destacado y determinante de la selección nacional española, de la que es capitán desde 2009, haciendo su debut en el año 2000 y habiendo alcanzado más de 100 internacionalidades. Ha conquistado 6 mundiales, los 5 últimos consecutivos (San Juan 2001, San José 2005, Montreux 2007, Vigo 2009, San Juan 2011 y Luanda 2013) y el récord de 7 europeos consecutivos (Wimmis 2000, Florencia 2002, La Roche-sur-Yon 2004, Monza 2006, Oviedo 2008, Wuppertal 2010, Paredes 2012).
Junto con sus paisanos y compañeros de generación, Marc Gual, y Jordi Bargalló, y otros jugadores como Guillem Trabal, Lluís Teixidó, Beto Borregán, Mia Ordeig, Sergi Panadero y Marc Torra formó una de las mejores generaciones de hockey en España, y la selección española con más títulos en cualquier deporte.

## Clubes
| Club                        | País     | Temporadas  |
| --------------------------- | -------- | ----------- |
| Noia Freixenet              | España   | 1997 - 1998 |
| CP Tenerife                 | España   | 1998 - 1999 |
| Noia Freixenet              | España   | 1999 - 2000 |
| Infante de Sagres           | Portugal | 2000 - 2002 |
| FC Porto                    | Portugal | 2002 - 2007 |
| Reus Deportiu               | España   | 2007 - 2009 |
| FC Porto                    | Portugal | 2009 - 2012 |
| Hockey Valdagno             | Italia   | 2012 - 2013 |
| Hockey Club Forte dei Marmi | Italia   | 2013 - 2016 |
| Sporting Clube de Portugal  | Portugal | 2016 - 2021 |
| Hockey Club Forte dei Marmi | Italia   | 2021 - act. |

## Palmarés

### Noia Freixenet
- 1 Copa del Rey (1998)
- 1 Copa de la CERS (1997/98)

### FC Porto
- 7 Ligas portuguesas (2002/03, 2003/04, 2004/05, 2005/06, 2006/07, 2009/10, 2010/11)
- 2 Copas de Portugal (2005, 2006)
- ‘’’ 4 super taça Portugal  (2004/2005) (2005/2006) (2008/2009) (2010/2011)

### Reus Deportiu
- 1 Mundial de clubes (2008)
- 1 Copa de Europa (2008/09)

### Hockey Valdagno
- 1 Liga italiana (2012/13)
- 1 Copa italiana (2012/13)
- 1 Supercopa italiana (2012/13)

### HC Forte dei Marmi
- 3 Liga italiana (2013/14) (2014/2015) (2015/2016)

```
   1 super copa italiana (2014/2015)
```

### Sporting CP
- 2 Liga portuguesa (2017/18) (2020/2021)
- 2 Copa de Europa (2018/19) (2020/2021)
- 1 Copa Continental (2019/20)

```
    2 
 Taças Elite Cup 
’’’ (2016/2017) (2018/2019)
```

### Selección española
- 6 Campeonatos del Mundo (2001, 2005, 2007, 2009, 2011 y 2013)
- 7 Campeonatos de Europa (2000, 2002, 2004, 2006, 2008, 2012)
- 3 Copas de las Naciones (2003, 2005, 2007)

2017|2019]], 2019)

## Condecoraciones
| Distinción                                       | Año  |
| ------------------------------------------------ | ---- |
| Medalla de Oro - Real Orden del Mérito Deportivo | 2011 |